# Никодим Мілаш (єпископ)
Никодим Мілаш (у миру Нікола Мілаш, серб. Нікола Мілаш; 4 квітня 1845, Шибеник — 20 березня 1915, Дубровник) — єпископ Сербської православної церкви, єпископ Далматинсько-Істринський, каноніст і церковний історик.
Канонізований Сербською православною церквою в лик священносповідників.

## Біографія
Народився в місті Шибеник де здобув початкову освіту, пізніше навчався в Карловацькій духовній семінарії, відвідував лекції на філософському факультеті Віденського університету. В 1867 році вступив до Київської духовної академії. Закінчив її в 1871 році зі ступенем магістра богослів'я (підсумкова робота — «Переваги Православної церкви до XIV століття»). У 1872 році на богословському факультеті Чернівецького університету отримав ступінь доктора богослів'я. У 1873 році в Києві у різдвяний святвечір прийняв постриг в рясофор, а в свято Різдва Христового був висвячений на диякона.
У 1874 році повернувся на батьківщину і став викладачем церковного права і практичного богослів'я в Задарській духовній семінарії. У 1875 році пострижений в мантію з ім'ям Никодим і висвячений у сан ієромонаха.
6 серпня 1880 року возведений у сан архімандрита. У 1886 році бере участь у реформуванні Белградської духовної семінарії та призначається її ректором. Через рік повертається в Далмацію і продовжує наукову і викладацьку діяльність в Задарській семінарії.
16 грудня 1890 року в Відні архімандрит Никодим був хіротонізований на єпископа Далматинсько-Істринського. Хіротонію звершив митрополит Сильвестр Андеєвич. Своєю єпархією Никодим керував до 1911 року, коли пішов на спочинок. Останні роки свого життя провів в Дубровнику де помер 20 березня 1915 року. Похований в Дубровнику.
У 1930 році останки єпископа Никодима були перенесені в Шибеник і поховані в храмі Преображення Господнього. У 1975 році єпархіальне управління Далматинської єпархії вирішило відкрити в своєму центрі — місті Шибеник — музей, присвячений пам'яті єпископа-каноніста.
Єпископ Никодим автор численних творів з питань церковного права. Найбільш відомий його твір «Православне церковне право» (1890), перекладене на німецькою, новогрецькою та болгарською мовами. У 1895–1899 роках Никодим видав багатотомний збірник «Канони Православної Церкви» з багатьма коментарями. За свої роботи Никодим був удостоєний почесного членства в Київській, Санкт-Петербурзькій духовних академіях.
З історичних праць Никодима виділяється робота «Православна Далмація» (1911) з оглядом церковних подій в Далмації, починаючи з 55 року (проповідь апостола Тита) по 1849 рік.

## Канонізація
2 жовтня 2012 року за Божественною літургією був прославлений місцевошанованим святим Далматинської єпархії в лику священносповідників. Службу очолював єпископ Далматинський Фотій Сладоєвич.